# Schelhammera
Schelhammera là một chi thực vật có hoa trong họ Colchicaceae. Chi này được nhà thực vật học người Scotland là Robert Brown mô tả lần đầu tiên năm 1810 trong Prodromus Florae Novae Hollandiae. Chi này đặt tên theo Günther Christoph Schelhammer.
Chi này có quan hệ họ hàng gần với chi Kuntheria. Chi Kuntheria được Clifford và Conran mô tả cho loài thứ ba của chi Schelhammera là Schelhammera pedunculata, trong Australian Flora năm 1987. Nhà thực vật học người Đức Mueller khi mô tả Schelhammera pedunculata đã lưu ý rằng đơn vị phân loại này "hoặc là cần sự khác biệt cụ thể, hoặc nên coi như là dạng khổng lồ của S. multiflora".

## Các loài
Hiện tại người ta công nhận 2 loài thuộc chi này:
- Schelhammera undulata R.Br., 1810: Bản địa New South Wales và Victoria[5]
- Schelhammera multiflora R.Br., 1810: Bản địa Queensland,[2] New Guinea và Malesia.[6]